# بريان كرايفورد (شخصية كرتونية)
بريان كرايفورد، هو إحدى شخصيات مسلسل كرتون انمي كابتن ماجد.
بريان كرايفور لاعب خارق بكل ما تعنيه الكلمة، لعب مرة ضد وليد عندما كان في ألمانيا واستطاع أن يصيب يده اليمنى. لم يلعب في مباريات منتخب هولندا ضد المنتخب العربي التي أجريت قبل بدء بطولة كأس العالم للشباب، حيث انتهت المباراة الأولى بفوز هولندا 6–0 والثانية بفوز هولندا كذلك بنتيجة 7 – 0 والثالثة بفوز المنتخب العربي بنتيجة 10 – 1 (هذه المباراة هي الوحيدة التي شارك فيها ماجد).
إنه الكابتن الحقيقي لمنتخب هولندا. هادئ الطباع. صاحب تكتيكات فذة، وتختيط بعيد المدى. تصور أنه بإمكانه قيادة فريقه وهو على مدرجات الجماهير! إنه خلوق ومؤدب. لقد سحق منتخب هولندا (بقيادة بريان كرايفورد) منتخب ألمانيا (بقيادة شنايدر)، بنتيجة 3 – 1 وقد تم تبديل دوتر مولر بوليد؛ وذلك لأن دوتر مولر مصاب، وبالرغم من ذلك إلا أن منتخب هولندا سحق ألمانيا، وفي هذه المباراة أصاب بريان كرايفورد، يد وليد اليمنى. يعد منتخب هولندا بقيادة بريان كرايفورد المنتخب رقم 1 في أوروبا. كما تغلب منتخب هولندا على منتخبات كثيرة مثل فرنسا وإيطاليا والأرجنتين وكوريا وغانا، وهو لم يخسر في أي مباراة خاضها منذ 3 سنوات. يلقب منتخب هولندا بالجيش البرتقالي Orange Army. يسمى أسلوب لعب منتخب هولندا بكرة القدم الشاملة Total Football.
في السلسلة الثانية، يتبارى منتخب هولندا (بقيادة بريان كرايفورد) مع فرنسا ويهزمه بنتيجة 3 – 1. إلا أن منتخب هولندا يخسر بالشوط الإضافي الثاني ضد المنتخب العربي 1 – 0 بعد أن اسستخدم ماجد الضربة السماوية المنقضة Sky Dive Shot، مع العلم أنه في المانجا لم تعرض إلا النتيجة (لم تعرض المباراة).

## من تقنياته وأساليبه في الملعب
- إستراتيجية التسلل Off-side strategy
- تقنية الاستدارة الخلفية للكرة Back Spin Effect
- التشكيل العالي السرعة High Speed Formation
- التشكيل العالي السرعة المضاعف Double High Speed Formation

(ملاحظة: معظم هذه التقنيات والأساليب في معظمها من الأنمي وليس من المانجا حيث لم تعرض في المانجا إلا القليل من مهارات هذا اللاعب). ومن تقنياته في الألعاب: ضربة الوهم Illusion Strike، الضربة الملتفة Slice Shot.